# Captain America in: The Doom Tube of Dr. Megalomann
Captain America in: The Doom Tube of Dr. Megalomann es un videojuego basado en una serie de cómics del mismo nombre. Fue publicado en 1987 en Europa por US.Gold para las computadoras, incluyendo el Amstrad CPC y el Commodore 64 y se publicó un año más tarde en el ZX Spectrum. Las críticas fueron mixtas, con los gráficos y el audio en general considerados como pobres. Fue el primer juego de ordenador para ofrecer del Capitán América.

## Jugabilidad
Los jugadores asumen el papel de superhéroe de Marvel Capitán América y lo que debe guiar alrededor de la base del tubo Doom of Dr Megalomann. La base es un largo tubo dentro de otro tubo, la división de áreas de hasta dentro de las cámaras alrededor de un núcleo central. El virus ha sido puesto en libertad en la base, y los jugadores sólo se puede acceder a las áreas por debajo de su nivel de inmunidad. Al derrotar a los enemigos que pueden recoger ying-yang que aumenta su inmunidad. Capitán América puede lanzar su escudo para eliminar a los enemigos, pero el número de escudos que él sostiene son limitados, a pesar de que se puede volver a utilizar los que matar a los enemigos o si él recuerda un escudo antes de que se pierda. A medida que el jugador mueve el capitán América alrededor de las áreas que necesitan para recuperar partes de una contraseña que les permitan acceso a la zona final para desactivar los misiles. El juego se juega en tiempo real, dando al jugador una sola hora en la que para completar el juego.

## Argumento
Dr Megalomann es el objetivo de lanzar cohetes que contienen un virus mortal. La CIA descubre su base secreta debajo del desierto de Mojave , llamado el tubo del Destino. Capitán América se envía para detener los cohetes desde su lanzamiento y para salvar al mundo.

## Recepción
Capitán América recibió críticas mixtas. Crash criticó la falta de definición de los personajes y los pobres de audio, llamando al juego "una licencia decepcionante, perdiendo un gran potencial". Su espectro acuerdan sobre todo con los puntos de Crash , pero dijo, "la gráficos no van a ganar ningún premio, pero son de un buen tamaño y muy claro".